# Conceição da Aparecida
Conceição da Aparecida är en kommun i Brasilien.   Den ligger i delstaten Minas Gerais, i den sydöstra delen av landet, 600 km söder om huvudstaden Brasília. Antalet invånare är 9 814.
Omgivningarna runt Conceição da Aparecida är huvudsakligen savann. Runt Conceição da Aparecida är det ganska glesbefolkat, med 26 invånare per kvadratkilometer.